# 疯狂的麦克斯：狂暴之路
是一部2015年美国和澳洲合拍的後末日科幻动作片，为「瘋狂麥斯系列」的第四部作品和續集。前三部分别于1979年、1981年和1985年上映，前三部导演乔治·米勒继续执导。主角瘋狂麥斯從原本的梅爾·吉勃遜改為湯姆·哈迪饰演，其他主演包括查理兹·塞隆、尼古拉斯·霍尔特、休·基斯-拜伦、蘿西·杭亭頓-懷特莉、芮莉·克亞芙、佐伊·克拉维茨、艾比·丽·科肖以及考特尼·伊顿。
故事設定於人類文明崩落後的世界，沒有法治和憐憫，水和石油是珍貴的資源。妻小遭到惡徒殺害的前公路巡警瘋狂麥斯獨自在這末日浩劫後的世界流浪，這時卻遇上了一心想要帶著獨裁軍閥不死老喬的五名妻妾離開的芙莉歐莎等人；麥斯起初拒絕幫助她們，但在面對不死老喬的軍事武力面前只好相互合作。影片由华纳兄弟公司发行，最先於2015年5月7日洛杉磯中國戲院首映，5月14日在第68屆坎城影展非竞赛单元展映，5月15日正式公映。
影片在导演、劇本、動作場面、表演、特技和構想等各方面都获得了广泛的赞誉。本片全球票房達3.7億美元，成為該系列最高票房成績；此外，還贏得了國家評論協會獎最佳影片、七項澳洲電影及電視美藝學院獎，其中包括最佳電影和最佳導演，並提名金球獎最佳戲劇類影片與金球獎最佳導演；於第88屆奧斯卡金像獎上提名十項大獎，包括最佳影片和最佳導演，贏得最佳剪輯、最佳藝術指導、最佳服裝設計、最佳化妝與髮型設計、最佳混音獎和最佳音效剪輯共六項技術類大獎。

## 劇情
在不遠的未來，人類文明因為核爆崩落成為了荒漠世界，土壤酸化、沒有法治和憐憫，水和石油是珍貴的資源。前澳大利亞公路巡警麥斯（Tom hardy 湯姆·哈迪）一開始被軍閥不死老喬領導的手下「戰爭男孩」捕獲，車子「XB攔截者」也被奪走，並被帶到了不死老喬統治的「西方堡壘」。西方堡壘是一個富有綠意和水資源的峽谷形軍闊，但貧民只能待在堡壘下方，以老喬提供的地下水維生。麥斯被剪了頭髮並被判定為「強效型供血者」，作為半死不活的戰爭男孩納克斯（尼古拉斯·霍尔特 Nicholas hoult）的供血來源。同時不死老喬在堡壘上放水給下面的貧民們，並派往指揮官芙莉歐莎駕駛著「武裝運輸車」到煉油廠採集汽油回來。芙莉歐莎等人出發不久，老喬發現她偏離了路線，並且自己的五位妻妾「種母」也不見了。老喬開出「億馬千軍號」，帶領著整個戰爭男孩軍隊與「電音花車」去追回芙莉歐莎，也找來了汽油鎮與子彈農場的同夥幫忙。
納克斯自願要求上陣而將戴上面具的麥斯當作行動血袋綁在引擎蓋前，以便供血。當老喬和納克斯等人追上芙莉歐莎時，中途食人集團「禿鷹幫」開著「搖滾刺蝟」車來襲擊運輸車，使得納克斯等人要先將禿鷹幫解決掉。芙莉歐莎試圖接近沙塵暴來迴避追兵，而納克斯打算讓自己犧牲，但麥斯逃脫並且阻止了前者，車子隨即遭到毀壞。沙塵暴過後麥斯從沙中醒來，打算將臉上面具和與納克斯連結的鐵鍊弄斷，但手邊無用具能解開，槍也無法擊發，麥斯只好扛著他前進。發現芙莉歐莎的武裝運輸車的同時，也看到了不死老喬的五位妻妾：安格海菈、小能、小笨、小焦與綺朵，她們正用水在清理身體和剪斷貞操帶。麥斯以槍要求她們給他水喝，並剪斷自己與納克斯的鐵鍊。但中途和芙莉歐莎產生衝突，麥斯成功剪斷鐵鍊且搶走運輸車後，車子卻無法繼續前進，原來是被芙莉歐莎設計過的車子，只有她才能開動。使得麥斯只得同意與芙莉歐莎和五名妻妾同行，而原本爬上車的納克斯則被丟下，獨自回到老喬的陣營。
芙莉歐莎將車開到了一個峽谷，她表示先前曾和這裡騎機車的人們作交易，以交換汽油來讓他們通行。然而，老喬的軍隊追來，芙莉歐莎下暗號要麥斯開車離開，騎機車的人們引爆了峽谷岩壁來阻擋老喬的去路。騎機車的人們和不死老喬隨即追上麥斯等人並發動攻擊，納克斯爬上了運輸車本想完成不死老喬對他的期待，但失敗了。途中大肚子的安格海菈保護芙莉歐莎時墜車，被不死老喬的車輾過去，令小能等人悲痛不已。在甩掉敵方後，芙莉歐莎向麥斯解釋，她的目的是為了回到自己記憶中的家鄉「綠洲」和幫助妻妾們脫離不死老喬的魔掌，自己也想找到「救贖」。不死老喬則將奄奄一息的安格海菈帶走。負責顧車子後方的小能發現了絕望的納克斯，因為他讓老喬失望了，小能便安慰了他。到了晚上，運輸車陷入了沼澤地的泥巴，納克斯幫忙處理，芙莉歐莎和麥斯用炸藥炸了幾輛後方汽油鎮與子彈農場的車。在不死老喬等人的車脫離泥沼後，發覺安格海菈奄奄一息後，令手下將她的肚子剖開，但拿出的是一名死男嬰，這使老喬更決心要將剩下的妻子們奪回。芙莉歐莎開槍打壞了子彈農場等人的車「和事佬」後，麥斯獨自去對抗他們，回來後帶著槍械等戰利品和芙莉歐莎等人會合。
隨著天亮，武裝運輸車穿過沼澤地和沙漠，他們遇上了一個站在高台的裸體女人。麥斯指出那是陷阱，芙莉歐莎要他們待著並下車報出了自己的名字和家族關係。該女子叫來了同夥，芙莉歐莎說當她還是個孩子時就和母親一同遭到綁架，現在她已回到了家。但對方指出剛剛經過、飛著烏鴉的毒水沼澤地其實就是已消失的綠洲，綠洲的水源受到汙染，土壤酸化無法再耕作住人，綠洲早已變成無法居住的沼澤，使芙莉歐莎悲痛欲絕。對方建議她們繼續往前到鹽原，也許能夠找到住的地方。麥斯選擇留下來，但在看到自己曾無法拯救的小女孩的身影後，他說服她們趁著現在不死老喬的兵力都在外面，可以回去爭奪堡壘，那裡有充足的水和綠資源。
眾人開運輸車前往堡壘，路途中被不死老喬發現並追趕上來，雙方展開激烈交戰。芙莉歐莎身受重傷，小焦被帶走。老喬將車開到運輸車前面時，芙莉歐莎將方向盤交給了納克斯，自己到不死老喬的車上。不死老喬的兒子瑞塔斯上前抓種母們，並和麥斯交戰了起來。被瑞塔斯帶到老喬車上的綺朵幫了芙莉歐莎一把。在小焦的干擾下，芙莉歐莎用機械左手抓住不死老喬的呼吸口罩，再將機械手捲入車輪，直接撕爛了不死老喬的下巴，成功殺死了他。被麥斯打倒的瑞塔斯再度起身，破壞了運輸車的引擎時，納克斯選擇犧牲自己弄翻運輸車，殺死了瑞塔斯並擋住峽谷後的追兵。麥斯、芙莉歐莎、種母等人乘著不死老喬的車離開。因化學彈而死的老婆婆的種子則被小笨帶走。中途，麥斯輸血給重傷的芙莉歐莎，並說出了自己的名字叫做「麥斯」。
回到堡壘後，麥斯向群眾展示不死老喬的屍體，使貧民們為芙莉歐莎歡呼，上面的人也開了水分享給大家。年幼的戰爭男孩們讓她們上來，芙莉歐莎和妻妾們搭上了通往峽谷上方的電梯，麥斯卻選擇獨自離去。芙莉歐莎發現他轉身離開後，兩人對視了一眼，麥斯就消失在人群之中。

## 演員
| 演員                                         | 角色                                          | 備註 |
| 湯姆·哈迪 Tom Hardy                          | 「瘋狂」麥斯·洛克坦斯基 "Mad" Max Rockatansky | 一名澳大利亞公路巡警組織主力巡警隊（MFP）的前成員。妻小遭到惡徒殺害，末日後成為於荒野中流浪的戰士，冷酷少言，不時被某位小女孩的心魔纏身。 |
| 莎莉·賽隆 Charlize Theron                    | 芙莉歐莎指揮官 Imperator Furiosa              | 不死老喬手下的神秘女指揮官，左手為機械義肢，企圖帶著五名不死老喬的妻妾離開老乔。                                                      |
| 尼可拉斯·霍特 Nicholas Hoult                 | 納克斯 Nux                                    | 不死老喬的汽車機械技師和神風特攻隊「戰爭男孩」一員，因核爆緣故身上長有腫瘤，後自願成為飛車駕駛人。                                    |
| 修·基斯-拜倫 Hugh Keays-Byrne                | 不死老喬 Immortan Joe                         | 西方堡壘軍閥的殘暴獨裁者，掌控著水資源，企圖利用自己的種母來產下健康的繼承人。                                                        |
| 蘿西·杭亭頓-懷特莉 Rosie Huntington-Whiteley | 美人兒安格海菈 The Splendid Angharad          | 不死老喬的五名妻妾「種母」領導，個性勇敢，因被強暴而懷有身孕。                                                                        |
| 芮莉·克亞芙 Riley Keough                     | 小能 Capable                                  | 不死老喬的五名妻妾「種母」之一，個性溫柔、有同情心。                                                                                  |
| 艾比·麗 Abbey Lee                            | 小笨 The Dag                                  | 不死老喬的五名妻妾「種母」之一，個性古怪且帶喜感。                                                                                    |
| 柔伊·克拉維茲 Zoë Kravitz                    | 小焦 Toast the Knowing                        | 不死老喬的五名妻妾「種母」之一，個性強悍且聰明。                                                                                      |
| 寇特妮·伊頓 Courtney Eaton                   | 綺朵／小弱 Cheedo the Fragile                 | 不死老喬的五名妻妾「種母」之一，為五人中年紀最小的，個性懦弱。                                                                        |
| 納森·瓊斯 Nathan Jones                       | 瑞塔斯 Rictus Erectus                         | 不死老喬的壯漢兒子，手持機關槍。 |
| 喬許·赫爾曼 Josh Helman                      | 嘶烈 Slit                                     | 神風特攻隊「戰爭男孩」一員，在臉頰的左右兩側有著縫線傷疤。                                                                            |
| iOTA (歌手)                                  | 電音戰士 Coma-Doof Warrior                    | 不死老喬手下的飛車團吉他手。 |
| 約翰·霍華 John Howard                        | 食人獸 The People Eater                       | 不死老喬的汽油鎮盟友。 |
| 李察·卡特 Richard Carter                     | 子彈農夫 The Bullet Farmer                    | 不死老喬的傭兵盟友。 |
| 梅根·蓋爾 Megan Gale                         | 女武神『瓦爾基麗』 The Valkyrie               | 綠洲倖存者之一，武功高強。 |
| 珍妮佛·哈根 Jennifer Hagan                   | 吉蒂夫人 Miss Giddy                           | 「種母」的褓姆，曾看過電視。 |
| 安格斯·桑普森 Angus Sampson                  | 機械技工                                      | 神風特攻隊「戰爭男孩」的汽車技工。 |
| 梅麗莎·賈弗 Melissa Jaffer                   | 年邁女戰士／種子守護者                        | 綠洲倖存者之一，帶著各式的種子。 |
| 喬·史密瑟斯 Joy Smithers                     | 年邁女戰士                                    | 綠洲倖存者之一。 |
| 吉蓮·瓊斯 Gillian Jones                      | 年邁女戰士                                    | 綠洲倖存者之一。 |

## 製作

### 拍攝
2012年7月，《瘋狂麥斯：憤怒道》正式於納米比亞開拍。其他取景地包括波茲山和湖泊彭里斯。2012年10月，《好萊塢報導》報導，華納兄弟派出高管來監督以維持製作順利。2012年12月17日左右殺青。2013年2月，納米比亞海岸保護和管理組指控拍攝工作對納米布沙漠的破壞，其中危及到一些植物和動物物種。然而，納米比亞電影委員會認為，這都是媒體加油添醋的「不當言辭」。2013年9月，宣布電影將在2013年11月進行補拍。
攝影師約翰·西爾拍完本片就打算退休，他使用阿萊Alexa和佳能 EOS 5D來拍攝動作場面。
2014年7月，導演喬治·米勒描述電影：「是個非常簡單的寓言故事，幾乎都是圍繞在西方的車輪上」。米勒聲稱，電影90％的場面都是真實呈現的。特技協調員監督蓋·諾里斯掌管超過150個特技表演，其中還包括了太陽劇團的演員與曾參加過奥运会的運動员。此外，米勒還邀請了伊芙·恩斯勒作為顧問，為了女權主義的主題和令人印象深刻的劇本，恩斯勒花了一個星期在納米比亞採訪了當地人有關婦女的暴力問題。

### 後期製作
視覺特效公司为影片製作了1500多個特效鏡頭。其他參與本片的視覺特效工作室包括Method Studios、Stereo D、4DMax、BlackGinger、The Third Floor和Dr. D Studios。
維塔數碼本來預定於2012年發布時會參與本片的製作。該公司是處理的視覺效果、概念設計、專業的化妝效果、服裝設計，直到製作從2010年11月開始延後才退出。

### 音樂
《瘋狂麥斯：憤怒道》的電影配樂由荷兰作曲家Junkie XL負責作曲。在此之前，約翰·包威爾和馬可·貝爾特拉米有望為本片配樂。導演米勒在聽了Junkie XL於《300壯士：帝國崛起》中的配樂後決定由他來作曲。WaterTower Music將原聲帶定於2015年5月12日發行。

## 發行

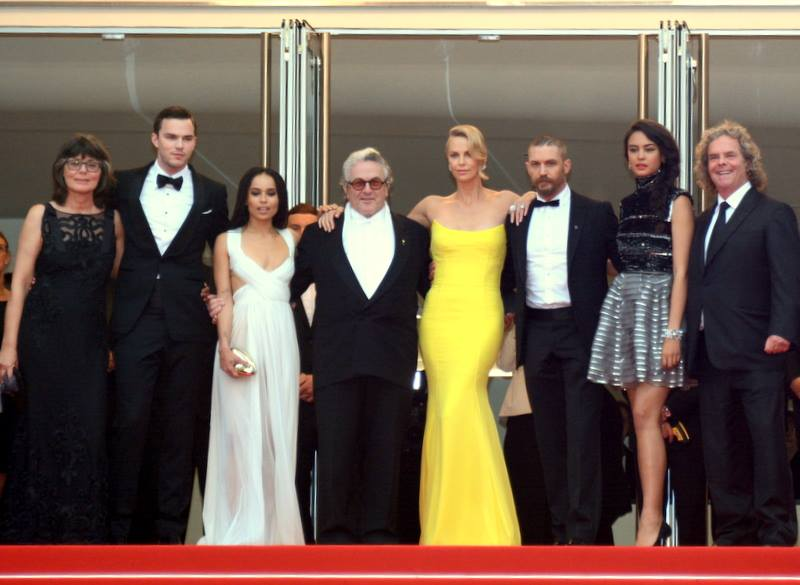
導演與演員們在第68屆坎城影展上宣傳電影

《瘋狂麥斯：憤怒道》最初於2015年5月7日在洛杉磯的中國戲院上首映。2013年11月20日，宣布電影將於2015年5月15日上映。電影也於2015年5月14日的第68屆坎城影展的非競賽片搶先放映。電影以作IMAX 3D的後製，定於2015年5月13日在全球的IMAX影院上發行。
2015年5月20日起，DC漫畫的Vertigo將發布三本前傳漫畫，以詳細介紹每一名角色的背景故事，並得知本片是一部續集而非重啟。5月20日推出《瘋狂麥斯：憤怒道-納克斯》（Mad Max: Fury Road - Nux）和《瘋狂麥斯：憤怒道-不死老喬》（Mad Max: Fury Road - Immortan Joe）。6月17日推出《瘋狂麥斯：憤怒道-芙莉歐莎》（Mad Max: Fury Road - Furiosa）。7月8日推出《瘋狂麥斯：憤怒道-瘋狂麥斯》#1（Mad Max: Fury Road - Mad Max #1），最後為《瘋狂麥斯：憤怒道-瘋狂麥斯》#2，定於8月5日發行。2015年5月6日，再推出《Mad Max: Fury Road - Inspied Artists》。

## 車輛
米勒說，在電影的世界人們崇拜機器，他們（戰爭男孩）常比出八缸的手勢。製作設計師表示科林·吉布森表示，「車輛在片中代表著權力」。製作組為了拍攝而設計了總計130輛車。
- XB攔截者（The X-B Interceptor）：麥斯的經典車輛和個人象徵、資產，外型有些破損，車型和第一集的「V8攔截者（英语：Pursuit Special）」為1973年福特獵鷹XB（英语：Ford Falcon (XB)）雙門版[41]。
- 億馬千軍號（The Gigahorse）：不死老喬的特有車輛，被米勒比喻為「王座」，由兩台1959年凱迪拉克帝威（英语：Cadillac de Ville series）拼裝而成，裝有兩台八缸引擎[41]。
- 武裝運輸車（The War Rig）：麥斯和芙莉歐沙等人駕駛的車輛，太拖拉 815與1940年代末期的雪佛兰轎車拼裝，被米勒描述為片中除了真人角色外戲份最多的事物[41]。
- 電音花車（The Doofwagon）：為吉他手電音戰士乘坐的車，裝有巨型揚聲器，車尾站有數位太鼓手，配上電音戰士的雙頸火吉他以鼓動車隊前進[41]。
- 巴奇九號（Buggy #9）：戰爭男孩的車輛，車型為雪佛兰克爾維特C3（英语：雪佛兰科尔维特）的修改版，後裝有一支巨箭發射器。
- FDK：戰爭男孩的車輛，車型為擁有V8引擎的金龜車，車身外掛有燃油桶。
- 大麥克（Mack）：戰爭男孩的車輛，車型為R系列拖拉機（R-series wrecker）並裝有多支喇叭。
- 和事佬（Peacemaker）：子彈農場的車輛，為1971年至1978年克萊斯勒和XB福特雙門獵鷹的結合型，擁有巨大的履帶。
- 搖滾刺蝟（Plymouth Rock）：為禿鷹幫專屬，原始車型為1937年普利茅斯（英语：Plymouth (automobile)）轎車，外表如同刺蝟附有尖刺。
- 大腳（The Big Foot）：不死老喬和戰爭男孩的車輛，車型為1939年或1940年法戈（英语：Fargo Trucks）的怪物皮卡卡車，擅長行駛岩石地。
- 納克斯座騎（The Nux Car）：為納克斯專屬，車身架有多把長矛，並會將「血袋」麥斯掛於車前，原型為福特1932（英语：1932 Ford）雙人跑車（5門窗）。

## 迴響

### 評價
《瘋狂麥斯：憤怒道》獲得了一致好評，許多影評人稱讚本片完全超乎商業大片給人的定義（重拍或續集有可能會失敗）。爛番茄根據228位專業影評人有97％的新鮮度，平均得分8.7／10；該網站共識：「具備著令人振奮的動作和令人驚訝的敘事功力，《瘋狂麥斯：憤怒道》帶來了喬治·米勒的後末日系列咆哮大力地起死回生」。Metacritic上46家媒体综评高达90分，其中《洛杉矶时报》、《华尔街日报》、《纽约时报》、《芝加哥太阳报》、《纽约每日新闻》、《纽约邮报》、《帝国杂志》等17家媒体都给出了满分。
《每日電訊報》的羅比·柯林給了電影滿分五顆星，並稱讚這部電影的演技、劇本、編排、特技、幽默與電影取向的「精神續集」和「狂野爆發」。《衛報》的彼得·布萊德蕭從滿分五顆星中給了四顆，他說：「揮霍無度的肆意幻想、震耳欲聾的狂躁音，百分百超出預期，喬治·米勒復活了西部龐克經典《瘋狂麥斯系列》，使電影在末日荒漠中盡情馳騁」。《富比士》的史考特·門德爾松給了本片10／10的高評，認為：「《瘋狂麥斯：憤怒道》是一部出色和輝煌的電影，不只是我們這時代的偉大的動作片，更是一個偉大和適時的電影」。TheWrap網站的阿隆索·杜拉爾德認為，即使主角不是梅爾·吉勃遜，但米勒的能力能讓本片不使人失望。IGN評論家史考特·科盧拉則從滿分10分中給了電影9.2分，他說：「過於誇張的特技和古怪的人物與設計對《憤怒道》來說是相當重要.....但電影的獨特感勝過一切，奮鬥而出的東西使其不僅僅是一部動作片，這是最令人印象深刻的」。
CinemaScore在首映周末的民意調查指出，觀眾於「A+」至「F」之間評分而评分平均集中在「B+」。2023年8月，本片在爛番茄整理「2010年代最佳50部科幻片」的排行榜，位居榜首，同年爛番茄滿25週年特別專題中，本片在該站名列「影評家選出過去25年的最佳電影」排行榜第1名。

### 票房
北美方面，首周末获得4440萬美元居亚军，列於冠軍《歌喉讚2》（7030萬美元）之後。第三周末收入1363万列第四。最終全球總計3.73億美元，比前三部的票房還高。
北美以外地區，在超過1萬6000個大銀幕上推出，其中約200個是IMAX、300個是4D銀幕。5月14日在48個國際市場發行，包括法國、德國、韓國、俄羅斯和澳大利亞，週五再增加20個，包括英國、西班牙和墨西哥。在週四於48個國家的12000多個大銀幕上賺進1040萬美元的票房。在40個國家中，最高記錄在法國（680萬美元）、英國、愛爾蘭、馬耳他（670萬美元）、韓國（660萬美元）、俄羅斯、獨聯體（600萬美元）和澳大利亞（490萬美元）。
台灣方面，首週三天票房為新台幣2450萬元；次週票房累計至新台幣5550萬元；第三週票房累計至新台幣9850萬元；第四週票房累計至新台幣8500萬元；第五週票房累計至新台幣9270萬元。

## 續集
米勒和麥卡錫在編寫《瘋狂麥斯：憤怒道》時，他們認為這還有足夠的發展空間，因此又完成了兩份劇本。其中一項劇本為《Mad Max: Furiosa》，米勒期望能在《憤怒道》上映之後接著開拍。2015年3月，湯姆·哈迪在接受《君子雜誌》的採訪時透露，他已簽下後續《瘋狂麥斯：憤怒道》等三部續集片約，但是否會推出續集暫未知。2015年5月，米勒向《連線》雜誌透露，「如果（瘋狂麥斯：憤怒道）能成功，那我還有另外兩個故事能講」。5月，米勒改變了計劃，決定將續集名稱改定為《Mad Max: The Wasteland》。米勒曾一度傳出他不再執導續集，但於2016年1月的採訪中澄清，之前的話受記者誤解，自己仍會執導續集但不會馬上進行。
2021年4月，宣布芙莉歐莎指揮官的起源電影《芙莉歐莎》準備在澳洲新南威爾斯州拍攝，由安雅·泰勒-喬伊和克里斯·漢斯沃主演，泰勒將飾演標題主角芙莉歐莎指揮官，並由乔治·米勒執導，預計在2023年上映。

## 譯名
在台灣上映版本名稱，第一集普遍被媒體錯植為第二集片名。1979年第一集片名為《迷霧追魂手》，1981年续集片名才是《衝鋒飛車隊》，1985年第3部《衝鋒飛車隊續集》上映。由汤姆·哈迪主演的重拍版在台灣則重新命名為《瘋狂麥斯：憤怒道》。

## 備註
1. ↑  編劇尼克·藍瑟里斯曾在1979年最初第一部《迷霧追魂手》飾演汽車修理工。
2. ↑  從導演發佈的前傳漫畫指出，本片為「續集」而非「重啟」。
3. ↑  修·基斯-拜倫曾在1979年最初第一部《迷霧追魂手》飾演暴走族集團領導者「斷指老大」托卡特。